# 马西莫·拉纳
马西莫·拉纳（義大利語：Massimo Lana，1962年7月18日—），意大利前男子赛艇运动员。他曾代表意大利参加世界赛艇锦标赛，获得六枚金牌和一枚银牌，均来自轻量级项目。